# San Antonio de los Tepetates
San Antonio de los Tepetates es una localidad del estado mexicano de Guanajuato. Es parte del municipio de León.

## Toponimia
El nombre «San Antonio» hace referencia al santo patrono de la localidad: Antonio de Padua. El nombre «Tepetates» proviene de los términos en náhuatl: tetl, piedra; petatl, alfombra. Su significado es «alfombra de piedra».

## Demografía
| Gráfica de evolución demográfica |
|                                  |

| Censo | Población |
| ----- | --------- |
| 1900  | 98        |
| 1910  | 119       |
| 1921  | 134       |
| 1930  | 120       |
| 1940  | 130       |
| 1950  | 163       |
| 1960  | 193       |
| 1970  | 158       |
| 1980  | 244       |
| 1990  | 437       |
| 2000  | 656       |
| 2010  | 1 118     |
| 2020  | 1 188     |